# Верхняя Селищная
Верхняя Селищная — река в Чусовском городском округе Пермского края, приток Усьвы. Впадает в Усьву слева в 40 км от её устья. Длина реки 13 км. Истоки в лесах примерно в 5,5 км юго-западнее посёлка Басег. От истока течёт на юг.

## Данные водного реестра
По данным государственного водного реестра России, река относится к Камскому бассейновому округу, бассейн реки Кама, подбассейн — Кама до Куйбышевского водохранилища (без бассейнов рек Белой и Вятки), водохозяйственный участок реки — Чусовая от в/п пгт. Кын до устья. Код объекта в государственном водном реестре — 10010100712111100011580.